# Paul Morphy
Paul Charles Morphy (Nova Orleans, 22 de junho de 1837 – Nova Orleans, 10 de julho de 1884) foi um enxadrista americano do século XIX e incontestavelmente o melhor jogador de sua época. Morphy é chamado de "o gênio efêmero" em razão da sua curta carreira. Bobby Fischer o considerou um dos melhores jogadores de xadrez de todos os tempos e o descreveu como "talvez o jogador mais preciso que já viveu".

## Vida
Paul Morphy nasceu em Nova Orleães, em uma rica e distinta família. Seu pai, Alonzo Michael Morphy, que era advogado, atuou como legislador do estado de Louisiana. Alonzo, que possuía nacionalidade espanhola, era descendente de espanhóis, portugueses e de irlandeses. A mãe de Morphy, Louise Thérèse Félicité Thelcide Le Carpentier, era musicalmente talentosa, filha de uma família crioula francesa. Morphy cresceu em uma atmosfera civilizada de cultura gentil, onde o xadrez e a música eram os destaques das reuniões de domingo.
De acordo com seu tio, Ernest Morphy, ninguém ensinou formalmente Paul jogar xadrez, ele aprendeu por conta própria quando criança apenas vendo as pessoas jogarem. Depois de assistir silenciosamente a um jogo entre Ernest e Alanzo, onde a partida acabou empatada, o pequeno Morphy surpreendeu a afirmar que Ernest deveria ter vencido. Seu pai e seu tio não sabiam que Paul sabia os movimentos, muito menos qualquer estratégia de xadrez. Eles ficaram ainda mais surpresos quando Paul provou a sua afirmação restaurando as peças e demonstrando a vitória que seu tio havia perdido.
Morphy era considerado um gênio, pois com apenas 12 anos de idade já adquirira um nível de jogo excepcional, bem como jogava partidas simultâneas "às cegas" (sem ver o tabuleiro). Considerado um excelente jogador da Escola Romântica do xadrez e também é conhecido por suas contribuições na estratégia enxadrística e composição de problemas de xadrez.
Em 1850, com doze anos de idade, jogou três partidas contra o mestre húngaro Johann Löwenthal, que estava de passagem por New Orleans. Morphy venceu as três partidas (nota: uma das partidas foi dada incorretamente como empatada no livro de Löwenthal Morphy's Games of Chess e subseqüentemente copiada para outras fontes. David Lawson, na sua biografia de Paul Morphy, corrigiu este erro, fornecendo os movimentos que foram realmente jogados, e fez com que o histórico das partidas fosse corrigido).

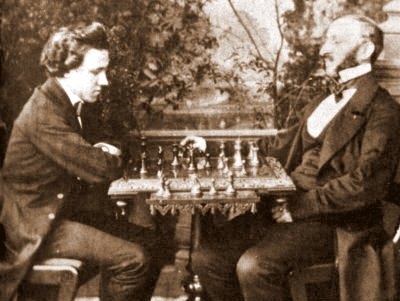
Morphy vs. Löwenthal, 1858

Estudante de Direito e dotado de fantásticas capacidades de memorização, obtém seu diploma de advogado aos 19 anos. Jovem demais para exercer a profissão, ele decide se dedicar ao xadrez. Paul Morphy torna-se aos 20 anos o primeiro campeão dos EUA em Nova Iorque (1857). Seus compatriotas decidiram então organizar um encontro com Howard Staunton, o campeão britânico, melhor jogador europeu na época, mas este evitou sistematicamente o confronto. Morphy decide então viajar para a Europa, onde encontra e vence todos os grandes jogadores do Velho Continente, inclusive o vencedor do primeiro grande torneio europeu de Londres em 1851, Adolf Anderssen, que não opôs a resistência esperada: Morphy ganhou sete partidas, perdendo 2 e empatando 2 (1858).
Morphy retorna a Nova Iorque em 11 de maio de 1859, coberto de glórias por seus compatriotas. No entanto, ele decide abandonar o xadrez após uma decepção amorosa. Sua atividade enxadrística terá durado somente 18 meses!
A saúde mental de Morphy degrada-se pouco a pouco, e ele começa a sofrer delírios de perseguição e paranoia. Ele morre na sua banheira de um ataque cerebral com 47 anos.
| “ | Uma teoria popular sobre Paul Morphy, é que se enfrentasse os melhores jogadores contemporâneos, ele sairia perdedor. Nada está mais longe da verdade. Em um jogo definido, Morphy venceria hoje qualquer um. No xadrez, Morphy foi provavelmente o maior gênio dentre todos. | ” |

 - Bobby Fischer

## Resultados
Seguem os resultados dos matches, torneio e jogos não-oficiais. Na lista vê-se que as disputas perdidas ocorreram em partidas únicas contra dois e três oponentes:
- + jogos vencidos; − jogos perdidos; = jogos empatados

| Data      | Oponente                                      | Resultado | Local        | Placar    | Placar      | Notas                                                |
| --------- | --------------------------------------------- | --------- | ------------ | --------- | ----------- | ---------------------------------------------------- |
| 1849−1850 | Eugène Rousseau                               | Venceu    | Nova Orleans | ca. 45/50 | ca. +45−5=0 | não-oficial                                          |
| 1849-1864 | James McConnell                               | Venceu    | Nova Orleans | ca. 8/8   | +8-0=0      | provavelmente não-oficial                            |
| 1850      | Johann Löwenthal                              | Venceu    | Nova Orleans | 2½/3      | +2−0=1      | não-oficial                                          |
| 1855      | Alexander Beaufort Meek                       | Venceu    | Mobile, AL   | 6/6       | +6−0=0      | não-oficial                                          |
| 1855      | A.D. Ayers                                    | Venceu    | Mobile, AL   | 2/2       | +2−0=0      | não-oficial                                          |
| 1857      | Alexander Beaufort Meek                       | Venceu    | Nova Orleans | 4/4       | +4−0=0      | não-oficial                                          |
| 1857      | James Thompson                                | Venceu    | Nova Iorque  | 3/3       | +3−0=0      | 1º Torneio de xadrez de Nova Iorque de 1857, elim.   |
| 1857      | Alexander Beaufort Meek                       | Venceu    | Nova Iorque  | 3/3       | +3−0=0      | 1º Torneio de xadrez de Nova Iorque de 1857, q-final |
| 1857      | Theodor Lichtenhein                           | Venceu    | Nova Iorque  | 3½/4      | +3−0=1      | 1º Torneio de xadrez de Nova Iorque de 1857, s-final |
| 1857      | Louis Paulsen                                 | Venceu    | Nova Iorque  | 6/8       | +5−1=2      | 1º Torneio de xadrez de Nova Iorque de 1857, final   |
| 1857      | Louis Paulsen                                 | Venceu    | Nova Iorque  | 3½/4      | +3−0=1      | não-oficial                                          |
| 1857      | Theodor Lichtenhein                           | Venceu    | Nova Iorque  | 2/3       | +1−0=2      | não-oficial                                          |
| 1857      | Alexander Beaufort Meek                       | Venceu    | Nova Iorque  | 2/2       | +2−0=0      | não-oficial                                          |
| 1857      | Daniel Fiske                                  | Venceu    | Nova Iorque  | 3/3       | +3−0=0      | não-oficial                                          |
| 1857      | Napoleon Marache                              | Venceu    | Nova Iorque  | 3/3       | +3−0=0      | não-oficial                                          |
| 1857      | Samuel Calthrop                               | Venceu    | Nova Iorque  | 1/1       | +1−0=0      | não-oficial                                          |
| 1857      | Lewis Elkin                                   | Venceu    | Nova Iorque  | 1/1       | +1−0=0      | não-oficial                                          |
| 1857      | William James Appleton Fuller                 | Venceu    | Nova Iorque  | 2/2       | +2−0=0      | não-oficial                                          |
| 1857      | Hiram Kennicott                               | Venceu    | Nova Iorque  | 1/1       | +1−0=0      | não-oficial                                          |
| 1857      | Charles Mead                                  | Venceu    | Nova Iorque  | 1/1       | +1−0=0      | não-oficial                                          |
| 1857      | Hardman Montgomery                            | Venceu    | Nova Iorque  | 1/1       | +1−0=0      | não-oficial                                          |
| 1857      | David Parry                                   | Venceu    | Nova Iorque  | 1/1       | +1−0=0      | não-oficial                                          |
| 1857      | Frederic Perrin                               | Venceu    | Nova Iorque  | 2/3       | +1−0=2      | não-oficial                                          |
| 1857      | Benjamin Raphael                              | Venceu    | Nova Iorque  | 1/1       | +1−0=0      | não-oficial                                          |
| 1857      | James Thompson                                | Venceu    | Nova Iorque  | 5/5       | +5−0=0      | não-oficial                                          |
| 1857      | George Hammond                                | Venceu    | Nova Iorque  | 15/16     | +15−1=0     | não-oficial                                          |
| 1857      | John William Schulten                         | Venceu    | Nova Iorque  | 23/24     | +23−1=0     | não-oficial                                          |
| 1857      | Charles Henry Stanley                         | Venceu    | Nova Iorque  | 12/13     | +12−1=0     | não-oficial                                          |
| 1857      | Daniel Fiske, W.J.A. Fuller, Frederick Perrin | Perdeu    | Hoboken, NJ  | 0/1       | +0−1=0      | não-oficial                                          |
| 1858      | Thomas Barnes                                 | Venceu    | Londres      | 19½/27    | +19−7=1     | não-oficial                                          |
| 1858      | Samuel Boden                                  | Venceu    | Londres      | 7½/10     | +6−1=3      | não-oficial                                          |
| 1858      | Henry Edward Bird                             | Venceu    | Londres      | 10½/12    | +10−1=1     | não-oficial                                          |
| 1858      | Edward Löwe                                   | Venceu    | Londres      | 6/6       | +6−0=0      | não-oficial                                          |
| 1858      | Thomas Hampton                                | Venceu    | Londres      | 2/2       | +2−0=0      | não-oficial                                          |
| 1858      | George Webb Medley                            | Venceu    | Londres      | 3/4       | +3−1=0      | não-oficial                                          |
| 1858      | John Owen                                     | Venceu    | Londres      | 4/5       | +4−1=0      | não-oficial                                          |
| 1858      | Johann Löwenthal                              | Venceu    | Londres      | 10/14     | +9−3=2      | match                                                |
| 1858      | Augustus Mongredien                           | Venceu    | Londres      | 2/2       | +2−0=0      | não-oficial                                          |
| 1858      | Frederic Deacon                               | Empatou   | Londres      | 1/2       | +1−1=0      | não-oficial                                          |
| 1858      | James Kipping                                 | Venceu    | Birmingham   | 2/2       | +2−0=0      | não-oficial                                          |
| 1858      | Henri Baucher                                 | Venceu    | Paris        | 2/2       | +2−0=0      | não-oficial                                          |
| 1858      | Paul Journoud                                 | Venceu    | Paris        | 12/12     | +12−0=0     | não-oficial                                          |
| 1858      | H. Laroche                                    | Venceu    | Paris        | 6/7       | +5−0=2      | não-oficial                                          |
| 1858      | M. Chamouillet                                | Venceu    | Versailles   | 1/1       | +1−0=0      | não-oficial                                          |
| 1858      | Pierre Charles Fournier de Saint-Amant        | Venceu    | Paris        | 1/1       | +1−0=0      | não-oficial                                          |
| 1858      | Jules Arnous de Rivière, Paul Journoud        | Perdeu    | Paris        | 0/1       | +0−1=0      | não-oficial                                          |
| 1858      | Jules Arnous de Rivière                       | Venceu    | Paris        | 6½/8      | +6−1=1      | não-oficial                                          |
| 1858      | Daniel Harrwitz                               | Venceu    | Paris        | 5.5/8     | +5−2=1      | match                                                |
| 1858      | Adolf Anderssen                               | Venceu    | Paris        | 9/11      | +7−2=2      | match                                                |
| 1858      | Adolf Anderssen                               | Venceu    | Paris        | 5/6       | +5−1=0      | não-oficial                                          |
| 1859      | Augustus Mongredien                           | Venceu    | Paris        | 7½/8      | +7−0=1      | match                                                |
| 1859      | Wincenty Budzyński                            | Venceu    | Paris        | 7/7       | +7−0=0      | não-oficial                                          |
| 1859      | A. Bousserolles                               | Venceu    | Paris        | 1/1       | +1−0=0      | não-oficial                                          |
| 1859      | F. Schrufer                                   | Venceu    | Paris        | 1/1       | +1−0=0      | não-oficial                                          |
| 1859      | Johann Löwenthal                              | Venceu    | Londres      | 1½/3      | +1−1=1      | não-oficial                                          |
| 1859      | George Hammond                                | Venceu    | Boston       | 1/1       | +1−0=0      | não-oficial                                          |
| 1862      | Félix Sicre                                   | Venceu    | Havana       | 2/2       | +2−0=0      | não-oficial                                          |
| 1863      | Augustus Mongredien                           | Venceu    | Paris        | 1/1       | +1−0=0      | não-oficial                                          |
| 1863      | Jules Arnous de Rivière                       | Venceu    | Paris        | 9/12      | +9−3=0      | match                                                |

|   | a | b | c | d | e | f | g | h |   |
| 8 | a8 preto torre · b8 preto cavalo · c8 preto bispo · d8 preto rainha · e8 preto rei · f8 preto bispo · h8 preto torre · a7 preto peão · b7 preto peão · c7 preto peão · d7 preto peão · f7 preto peão · h7 preto peão · f4 preto peão · g4 branco cavalo · h4 branco peão · d3 branco peão · g3 preto cavalo · a2 branco peão · b2 branco peão · c2 branco peão · g2 branco peão · a1 branco torre · b1 branco cavalo · c1 branco bispo · d1 branco rainha · e1 branco rei · f1 branco bispo · h1 branco torre | a8 preto torre · b8 preto cavalo · c8 preto bispo · d8 preto rainha · e8 preto rei · f8 preto bispo · h8 preto torre · a7 preto peão · b7 preto peão · c7 preto peão · d7 preto peão · f7 preto peão · h7 preto peão · f4 preto peão · g4 branco cavalo · h4 branco peão · d3 branco peão · g3 preto cavalo · a2 branco peão · b2 branco peão · c2 branco peão · g2 branco peão · a1 branco torre · b1 branco cavalo · c1 branco bispo · d1 branco rainha · e1 branco rei · f1 branco bispo · h1 branco torre | a8 preto torre · b8 preto cavalo · c8 preto bispo · d8 preto rainha · e8 preto rei · f8 preto bispo · h8 preto torre · a7 preto peão · b7 preto peão · c7 preto peão · d7 preto peão · f7 preto peão · h7 preto peão · f4 preto peão · g4 branco cavalo · h4 branco peão · d3 branco peão · g3 preto cavalo · a2 branco peão · b2 branco peão · c2 branco peão · g2 branco peão · a1 branco torre · b1 branco cavalo · c1 branco bispo · d1 branco rainha · e1 branco rei · f1 branco bispo · h1 branco torre | a8 preto torre · b8 preto cavalo · c8 preto bispo · d8 preto rainha · e8 preto rei · f8 preto bispo · h8 preto torre · a7 preto peão · b7 preto peão · c7 preto peão · d7 preto peão · f7 preto peão · h7 preto peão · f4 preto peão · g4 branco cavalo · h4 branco peão · d3 branco peão · g3 preto cavalo · a2 branco peão · b2 branco peão · c2 branco peão · g2 branco peão · a1 branco torre · b1 branco cavalo · c1 branco bispo · d1 branco rainha · e1 branco rei · f1 branco bispo · h1 branco torre | a8 preto torre · b8 preto cavalo · c8 preto bispo · d8 preto rainha · e8 preto rei · f8 preto bispo · h8 preto torre · a7 preto peão · b7 preto peão · c7 preto peão · d7 preto peão · f7 preto peão · h7 preto peão · f4 preto peão · g4 branco cavalo · h4 branco peão · d3 branco peão · g3 preto cavalo · a2 branco peão · b2 branco peão · c2 branco peão · g2 branco peão · a1 branco torre · b1 branco cavalo · c1 branco bispo · d1 branco rainha · e1 branco rei · f1 branco bispo · h1 branco torre | a8 preto torre · b8 preto cavalo · c8 preto bispo · d8 preto rainha · e8 preto rei · f8 preto bispo · h8 preto torre · a7 preto peão · b7 preto peão · c7 preto peão · d7 preto peão · f7 preto peão · h7 preto peão · f4 preto peão · g4 branco cavalo · h4 branco peão · d3 branco peão · g3 preto cavalo · a2 branco peão · b2 branco peão · c2 branco peão · g2 branco peão · a1 branco torre · b1 branco cavalo · c1 branco bispo · d1 branco rainha · e1 branco rei · f1 branco bispo · h1 branco torre | a8 preto torre · b8 preto cavalo · c8 preto bispo · d8 preto rainha · e8 preto rei · f8 preto bispo · h8 preto torre · a7 preto peão · b7 preto peão · c7 preto peão · d7 preto peão · f7 preto peão · h7 preto peão · f4 preto peão · g4 branco cavalo · h4 branco peão · d3 branco peão · g3 preto cavalo · a2 branco peão · b2 branco peão · c2 branco peão · g2 branco peão · a1 branco torre · b1 branco cavalo · c1 branco bispo · d1 branco rainha · e1 branco rei · f1 branco bispo · h1 branco torre | a8 preto torre · b8 preto cavalo · c8 preto bispo · d8 preto rainha · e8 preto rei · f8 preto bispo · h8 preto torre · a7 preto peão · b7 preto peão · c7 preto peão · d7 preto peão · f7 preto peão · h7 preto peão · f4 preto peão · g4 branco cavalo · h4 branco peão · d3 branco peão · g3 preto cavalo · a2 branco peão · b2 branco peão · c2 branco peão · g2 branco peão · a1 branco torre · b1 branco cavalo · c1 branco bispo · d1 branco rainha · e1 branco rei · f1 branco bispo · h1 branco torre | 8 |
| 7 | a8 preto torre · b8 preto cavalo · c8 preto bispo · d8 preto rainha · e8 preto rei · f8 preto bispo · h8 preto torre · a7 preto peão · b7 preto peão · c7 preto peão · d7 preto peão · f7 preto peão · h7 preto peão · f4 preto peão · g4 branco cavalo · h4 branco peão · d3 branco peão · g3 preto cavalo · a2 branco peão · b2 branco peão · c2 branco peão · g2 branco peão · a1 branco torre · b1 branco cavalo · c1 branco bispo · d1 branco rainha · e1 branco rei · f1 branco bispo · h1 branco torre | a8 preto torre · b8 preto cavalo · c8 preto bispo · d8 preto rainha · e8 preto rei · f8 preto bispo · h8 preto torre · a7 preto peão · b7 preto peão · c7 preto peão · d7 preto peão · f7 preto peão · h7 preto peão · f4 preto peão · g4 branco cavalo · h4 branco peão · d3 branco peão · g3 preto cavalo · a2 branco peão · b2 branco peão · c2 branco peão · g2 branco peão · a1 branco torre · b1 branco cavalo · c1 branco bispo · d1 branco rainha · e1 branco rei · f1 branco bispo · h1 branco torre | a8 preto torre · b8 preto cavalo · c8 preto bispo · d8 preto rainha · e8 preto rei · f8 preto bispo · h8 preto torre · a7 preto peão · b7 preto peão · c7 preto peão · d7 preto peão · f7 preto peão · h7 preto peão · f4 preto peão · g4 branco cavalo · h4 branco peão · d3 branco peão · g3 preto cavalo · a2 branco peão · b2 branco peão · c2 branco peão · g2 branco peão · a1 branco torre · b1 branco cavalo · c1 branco bispo · d1 branco rainha · e1 branco rei · f1 branco bispo · h1 branco torre | a8 preto torre · b8 preto cavalo · c8 preto bispo · d8 preto rainha · e8 preto rei · f8 preto bispo · h8 preto torre · a7 preto peão · b7 preto peão · c7 preto peão · d7 preto peão · f7 preto peão · h7 preto peão · f4 preto peão · g4 branco cavalo · h4 branco peão · d3 branco peão · g3 preto cavalo · a2 branco peão · b2 branco peão · c2 branco peão · g2 branco peão · a1 branco torre · b1 branco cavalo · c1 branco bispo · d1 branco rainha · e1 branco rei · f1 branco bispo · h1 branco torre | a8 preto torre · b8 preto cavalo · c8 preto bispo · d8 preto rainha · e8 preto rei · f8 preto bispo · h8 preto torre · a7 preto peão · b7 preto peão · c7 preto peão · d7 preto peão · f7 preto peão · h7 preto peão · f4 preto peão · g4 branco cavalo · h4 branco peão · d3 branco peão · g3 preto cavalo · a2 branco peão · b2 branco peão · c2 branco peão · g2 branco peão · a1 branco torre · b1 branco cavalo · c1 branco bispo · d1 branco rainha · e1 branco rei · f1 branco bispo · h1 branco torre | a8 preto torre · b8 preto cavalo · c8 preto bispo · d8 preto rainha · e8 preto rei · f8 preto bispo · h8 preto torre · a7 preto peão · b7 preto peão · c7 preto peão · d7 preto peão · f7 preto peão · h7 preto peão · f4 preto peão · g4 branco cavalo · h4 branco peão · d3 branco peão · g3 preto cavalo · a2 branco peão · b2 branco peão · c2 branco peão · g2 branco peão · a1 branco torre · b1 branco cavalo · c1 branco bispo · d1 branco rainha · e1 branco rei · f1 branco bispo · h1 branco torre | a8 preto torre · b8 preto cavalo · c8 preto bispo · d8 preto rainha · e8 preto rei · f8 preto bispo · h8 preto torre · a7 preto peão · b7 preto peão · c7 preto peão · d7 preto peão · f7 preto peão · h7 preto peão · f4 preto peão · g4 branco cavalo · h4 branco peão · d3 branco peão · g3 preto cavalo · a2 branco peão · b2 branco peão · c2 branco peão · g2 branco peão · a1 branco torre · b1 branco cavalo · c1 branco bispo · d1 branco rainha · e1 branco rei · f1 branco bispo · h1 branco torre | a8 preto torre · b8 preto cavalo · c8 preto bispo · d8 preto rainha · e8 preto rei · f8 preto bispo · h8 preto torre · a7 preto peão · b7 preto peão · c7 preto peão · d7 preto peão · f7 preto peão · h7 preto peão · f4 preto peão · g4 branco cavalo · h4 branco peão · d3 branco peão · g3 preto cavalo · a2 branco peão · b2 branco peão · c2 branco peão · g2 branco peão · a1 branco torre · b1 branco cavalo · c1 branco bispo · d1 branco rainha · e1 branco rei · f1 branco bispo · h1 branco torre | 7 |
| 6 | a8 preto torre · b8 preto cavalo · c8 preto bispo · d8 preto rainha · e8 preto rei · f8 preto bispo · h8 preto torre · a7 preto peão · b7 preto peão · c7 preto peão · d7 preto peão · f7 preto peão · h7 preto peão · f4 preto peão · g4 branco cavalo · h4 branco peão · d3 branco peão · g3 preto cavalo · a2 branco peão · b2 branco peão · c2 branco peão · g2 branco peão · a1 branco torre · b1 branco cavalo · c1 branco bispo · d1 branco rainha · e1 branco rei · f1 branco bispo · h1 branco torre | a8 preto torre · b8 preto cavalo · c8 preto bispo · d8 preto rainha · e8 preto rei · f8 preto bispo · h8 preto torre · a7 preto peão · b7 preto peão · c7 preto peão · d7 preto peão · f7 preto peão · h7 preto peão · f4 preto peão · g4 branco cavalo · h4 branco peão · d3 branco peão · g3 preto cavalo · a2 branco peão · b2 branco peão · c2 branco peão · g2 branco peão · a1 branco torre · b1 branco cavalo · c1 branco bispo · d1 branco rainha · e1 branco rei · f1 branco bispo · h1 branco torre | a8 preto torre · b8 preto cavalo · c8 preto bispo · d8 preto rainha · e8 preto rei · f8 preto bispo · h8 preto torre · a7 preto peão · b7 preto peão · c7 preto peão · d7 preto peão · f7 preto peão · h7 preto peão · f4 preto peão · g4 branco cavalo · h4 branco peão · d3 branco peão · g3 preto cavalo · a2 branco peão · b2 branco peão · c2 branco peão · g2 branco peão · a1 branco torre · b1 branco cavalo · c1 branco bispo · d1 branco rainha · e1 branco rei · f1 branco bispo · h1 branco torre | a8 preto torre · b8 preto cavalo · c8 preto bispo · d8 preto rainha · e8 preto rei · f8 preto bispo · h8 preto torre · a7 preto peão · b7 preto peão · c7 preto peão · d7 preto peão · f7 preto peão · h7 preto peão · f4 preto peão · g4 branco cavalo · h4 branco peão · d3 branco peão · g3 preto cavalo · a2 branco peão · b2 branco peão · c2 branco peão · g2 branco peão · a1 branco torre · b1 branco cavalo · c1 branco bispo · d1 branco rainha · e1 branco rei · f1 branco bispo · h1 branco torre | a8 preto torre · b8 preto cavalo · c8 preto bispo · d8 preto rainha · e8 preto rei · f8 preto bispo · h8 preto torre · a7 preto peão · b7 preto peão · c7 preto peão · d7 preto peão · f7 preto peão · h7 preto peão · f4 preto peão · g4 branco cavalo · h4 branco peão · d3 branco peão · g3 preto cavalo · a2 branco peão · b2 branco peão · c2 branco peão · g2 branco peão · a1 branco torre · b1 branco cavalo · c1 branco bispo · d1 branco rainha · e1 branco rei · f1 branco bispo · h1 branco torre | a8 preto torre · b8 preto cavalo · c8 preto bispo · d8 preto rainha · e8 preto rei · f8 preto bispo · h8 preto torre · a7 preto peão · b7 preto peão · c7 preto peão · d7 preto peão · f7 preto peão · h7 preto peão · f4 preto peão · g4 branco cavalo · h4 branco peão · d3 branco peão · g3 preto cavalo · a2 branco peão · b2 branco peão · c2 branco peão · g2 branco peão · a1 branco torre · b1 branco cavalo · c1 branco bispo · d1 branco rainha · e1 branco rei · f1 branco bispo · h1 branco torre | a8 preto torre · b8 preto cavalo · c8 preto bispo · d8 preto rainha · e8 preto rei · f8 preto bispo · h8 preto torre · a7 preto peão · b7 preto peão · c7 preto peão · d7 preto peão · f7 preto peão · h7 preto peão · f4 preto peão · g4 branco cavalo · h4 branco peão · d3 branco peão · g3 preto cavalo · a2 branco peão · b2 branco peão · c2 branco peão · g2 branco peão · a1 branco torre · b1 branco cavalo · c1 branco bispo · d1 branco rainha · e1 branco rei · f1 branco bispo · h1 branco torre | a8 preto torre · b8 preto cavalo · c8 preto bispo · d8 preto rainha · e8 preto rei · f8 preto bispo · h8 preto torre · a7 preto peão · b7 preto peão · c7 preto peão · d7 preto peão · f7 preto peão · h7 preto peão · f4 preto peão · g4 branco cavalo · h4 branco peão · d3 branco peão · g3 preto cavalo · a2 branco peão · b2 branco peão · c2 branco peão · g2 branco peão · a1 branco torre · b1 branco cavalo · c1 branco bispo · d1 branco rainha · e1 branco rei · f1 branco bispo · h1 branco torre | 6 |
| 5 | a8 preto torre · b8 preto cavalo · c8 preto bispo · d8 preto rainha · e8 preto rei · f8 preto bispo · h8 preto torre · a7 preto peão · b7 preto peão · c7 preto peão · d7 preto peão · f7 preto peão · h7 preto peão · f4 preto peão · g4 branco cavalo · h4 branco peão · d3 branco peão · g3 preto cavalo · a2 branco peão · b2 branco peão · c2 branco peão · g2 branco peão · a1 branco torre · b1 branco cavalo · c1 branco bispo · d1 branco rainha · e1 branco rei · f1 branco bispo · h1 branco torre | a8 preto torre · b8 preto cavalo · c8 preto bispo · d8 preto rainha · e8 preto rei · f8 preto bispo · h8 preto torre · a7 preto peão · b7 preto peão · c7 preto peão · d7 preto peão · f7 preto peão · h7 preto peão · f4 preto peão · g4 branco cavalo · h4 branco peão · d3 branco peão · g3 preto cavalo · a2 branco peão · b2 branco peão · c2 branco peão · g2 branco peão · a1 branco torre · b1 branco cavalo · c1 branco bispo · d1 branco rainha · e1 branco rei · f1 branco bispo · h1 branco torre | a8 preto torre · b8 preto cavalo · c8 preto bispo · d8 preto rainha · e8 preto rei · f8 preto bispo · h8 preto torre · a7 preto peão · b7 preto peão · c7 preto peão · d7 preto peão · f7 preto peão · h7 preto peão · f4 preto peão · g4 branco cavalo · h4 branco peão · d3 branco peão · g3 preto cavalo · a2 branco peão · b2 branco peão · c2 branco peão · g2 branco peão · a1 branco torre · b1 branco cavalo · c1 branco bispo · d1 branco rainha · e1 branco rei · f1 branco bispo · h1 branco torre | a8 preto torre · b8 preto cavalo · c8 preto bispo · d8 preto rainha · e8 preto rei · f8 preto bispo · h8 preto torre · a7 preto peão · b7 preto peão · c7 preto peão · d7 preto peão · f7 preto peão · h7 preto peão · f4 preto peão · g4 branco cavalo · h4 branco peão · d3 branco peão · g3 preto cavalo · a2 branco peão · b2 branco peão · c2 branco peão · g2 branco peão · a1 branco torre · b1 branco cavalo · c1 branco bispo · d1 branco rainha · e1 branco rei · f1 branco bispo · h1 branco torre | a8 preto torre · b8 preto cavalo · c8 preto bispo · d8 preto rainha · e8 preto rei · f8 preto bispo · h8 preto torre · a7 preto peão · b7 preto peão · c7 preto peão · d7 preto peão · f7 preto peão · h7 preto peão · f4 preto peão · g4 branco cavalo · h4 branco peão · d3 branco peão · g3 preto cavalo · a2 branco peão · b2 branco peão · c2 branco peão · g2 branco peão · a1 branco torre · b1 branco cavalo · c1 branco bispo · d1 branco rainha · e1 branco rei · f1 branco bispo · h1 branco torre | a8 preto torre · b8 preto cavalo · c8 preto bispo · d8 preto rainha · e8 preto rei · f8 preto bispo · h8 preto torre · a7 preto peão · b7 preto peão · c7 preto peão · d7 preto peão · f7 preto peão · h7 preto peão · f4 preto peão · g4 branco cavalo · h4 branco peão · d3 branco peão · g3 preto cavalo · a2 branco peão · b2 branco peão · c2 branco peão · g2 branco peão · a1 branco torre · b1 branco cavalo · c1 branco bispo · d1 branco rainha · e1 branco rei · f1 branco bispo · h1 branco torre | a8 preto torre · b8 preto cavalo · c8 preto bispo · d8 preto rainha · e8 preto rei · f8 preto bispo · h8 preto torre · a7 preto peão · b7 preto peão · c7 preto peão · d7 preto peão · f7 preto peão · h7 preto peão · f4 preto peão · g4 branco cavalo · h4 branco peão · d3 branco peão · g3 preto cavalo · a2 branco peão · b2 branco peão · c2 branco peão · g2 branco peão · a1 branco torre · b1 branco cavalo · c1 branco bispo · d1 branco rainha · e1 branco rei · f1 branco bispo · h1 branco torre | a8 preto torre · b8 preto cavalo · c8 preto bispo · d8 preto rainha · e8 preto rei · f8 preto bispo · h8 preto torre · a7 preto peão · b7 preto peão · c7 preto peão · d7 preto peão · f7 preto peão · h7 preto peão · f4 preto peão · g4 branco cavalo · h4 branco peão · d3 branco peão · g3 preto cavalo · a2 branco peão · b2 branco peão · c2 branco peão · g2 branco peão · a1 branco torre · b1 branco cavalo · c1 branco bispo · d1 branco rainha · e1 branco rei · f1 branco bispo · h1 branco torre | 5 |
| 4 | a8 preto torre · b8 preto cavalo · c8 preto bispo · d8 preto rainha · e8 preto rei · f8 preto bispo · h8 preto torre · a7 preto peão · b7 preto peão · c7 preto peão · d7 preto peão · f7 preto peão · h7 preto peão · f4 preto peão · g4 branco cavalo · h4 branco peão · d3 branco peão · g3 preto cavalo · a2 branco peão · b2 branco peão · c2 branco peão · g2 branco peão · a1 branco torre · b1 branco cavalo · c1 branco bispo · d1 branco rainha · e1 branco rei · f1 branco bispo · h1 branco torre | a8 preto torre · b8 preto cavalo · c8 preto bispo · d8 preto rainha · e8 preto rei · f8 preto bispo · h8 preto torre · a7 preto peão · b7 preto peão · c7 preto peão · d7 preto peão · f7 preto peão · h7 preto peão · f4 preto peão · g4 branco cavalo · h4 branco peão · d3 branco peão · g3 preto cavalo · a2 branco peão · b2 branco peão · c2 branco peão · g2 branco peão · a1 branco torre · b1 branco cavalo · c1 branco bispo · d1 branco rainha · e1 branco rei · f1 branco bispo · h1 branco torre | a8 preto torre · b8 preto cavalo · c8 preto bispo · d8 preto rainha · e8 preto rei · f8 preto bispo · h8 preto torre · a7 preto peão · b7 preto peão · c7 preto peão · d7 preto peão · f7 preto peão · h7 preto peão · f4 preto peão · g4 branco cavalo · h4 branco peão · d3 branco peão · g3 preto cavalo · a2 branco peão · b2 branco peão · c2 branco peão · g2 branco peão · a1 branco torre · b1 branco cavalo · c1 branco bispo · d1 branco rainha · e1 branco rei · f1 branco bispo · h1 branco torre | a8 preto torre · b8 preto cavalo · c8 preto bispo · d8 preto rainha · e8 preto rei · f8 preto bispo · h8 preto torre · a7 preto peão · b7 preto peão · c7 preto peão · d7 preto peão · f7 preto peão · h7 preto peão · f4 preto peão · g4 branco cavalo · h4 branco peão · d3 branco peão · g3 preto cavalo · a2 branco peão · b2 branco peão · c2 branco peão · g2 branco peão · a1 branco torre · b1 branco cavalo · c1 branco bispo · d1 branco rainha · e1 branco rei · f1 branco bispo · h1 branco torre | a8 preto torre · b8 preto cavalo · c8 preto bispo · d8 preto rainha · e8 preto rei · f8 preto bispo · h8 preto torre · a7 preto peão · b7 preto peão · c7 preto peão · d7 preto peão · f7 preto peão · h7 preto peão · f4 preto peão · g4 branco cavalo · h4 branco peão · d3 branco peão · g3 preto cavalo · a2 branco peão · b2 branco peão · c2 branco peão · g2 branco peão · a1 branco torre · b1 branco cavalo · c1 branco bispo · d1 branco rainha · e1 branco rei · f1 branco bispo · h1 branco torre | a8 preto torre · b8 preto cavalo · c8 preto bispo · d8 preto rainha · e8 preto rei · f8 preto bispo · h8 preto torre · a7 preto peão · b7 preto peão · c7 preto peão · d7 preto peão · f7 preto peão · h7 preto peão · f4 preto peão · g4 branco cavalo · h4 branco peão · d3 branco peão · g3 preto cavalo · a2 branco peão · b2 branco peão · c2 branco peão · g2 branco peão · a1 branco torre · b1 branco cavalo · c1 branco bispo · d1 branco rainha · e1 branco rei · f1 branco bispo · h1 branco torre | a8 preto torre · b8 preto cavalo · c8 preto bispo · d8 preto rainha · e8 preto rei · f8 preto bispo · h8 preto torre · a7 preto peão · b7 preto peão · c7 preto peão · d7 preto peão · f7 preto peão · h7 preto peão · f4 preto peão · g4 branco cavalo · h4 branco peão · d3 branco peão · g3 preto cavalo · a2 branco peão · b2 branco peão · c2 branco peão · g2 branco peão · a1 branco torre · b1 branco cavalo · c1 branco bispo · d1 branco rainha · e1 branco rei · f1 branco bispo · h1 branco torre | a8 preto torre · b8 preto cavalo · c8 preto bispo · d8 preto rainha · e8 preto rei · f8 preto bispo · h8 preto torre · a7 preto peão · b7 preto peão · c7 preto peão · d7 preto peão · f7 preto peão · h7 preto peão · f4 preto peão · g4 branco cavalo · h4 branco peão · d3 branco peão · g3 preto cavalo · a2 branco peão · b2 branco peão · c2 branco peão · g2 branco peão · a1 branco torre · b1 branco cavalo · c1 branco bispo · d1 branco rainha · e1 branco rei · f1 branco bispo · h1 branco torre | 4 |
| 3 | a8 preto torre · b8 preto cavalo · c8 preto bispo · d8 preto rainha · e8 preto rei · f8 preto bispo · h8 preto torre · a7 preto peão · b7 preto peão · c7 preto peão · d7 preto peão · f7 preto peão · h7 preto peão · f4 preto peão · g4 branco cavalo · h4 branco peão · d3 branco peão · g3 preto cavalo · a2 branco peão · b2 branco peão · c2 branco peão · g2 branco peão · a1 branco torre · b1 branco cavalo · c1 branco bispo · d1 branco rainha · e1 branco rei · f1 branco bispo · h1 branco torre | a8 preto torre · b8 preto cavalo · c8 preto bispo · d8 preto rainha · e8 preto rei · f8 preto bispo · h8 preto torre · a7 preto peão · b7 preto peão · c7 preto peão · d7 preto peão · f7 preto peão · h7 preto peão · f4 preto peão · g4 branco cavalo · h4 branco peão · d3 branco peão · g3 preto cavalo · a2 branco peão · b2 branco peão · c2 branco peão · g2 branco peão · a1 branco torre · b1 branco cavalo · c1 branco bispo · d1 branco rainha · e1 branco rei · f1 branco bispo · h1 branco torre | a8 preto torre · b8 preto cavalo · c8 preto bispo · d8 preto rainha · e8 preto rei · f8 preto bispo · h8 preto torre · a7 preto peão · b7 preto peão · c7 preto peão · d7 preto peão · f7 preto peão · h7 preto peão · f4 preto peão · g4 branco cavalo · h4 branco peão · d3 branco peão · g3 preto cavalo · a2 branco peão · b2 branco peão · c2 branco peão · g2 branco peão · a1 branco torre · b1 branco cavalo · c1 branco bispo · d1 branco rainha · e1 branco rei · f1 branco bispo · h1 branco torre | a8 preto torre · b8 preto cavalo · c8 preto bispo · d8 preto rainha · e8 preto rei · f8 preto bispo · h8 preto torre · a7 preto peão · b7 preto peão · c7 preto peão · d7 preto peão · f7 preto peão · h7 preto peão · f4 preto peão · g4 branco cavalo · h4 branco peão · d3 branco peão · g3 preto cavalo · a2 branco peão · b2 branco peão · c2 branco peão · g2 branco peão · a1 branco torre · b1 branco cavalo · c1 branco bispo · d1 branco rainha · e1 branco rei · f1 branco bispo · h1 branco torre | a8 preto torre · b8 preto cavalo · c8 preto bispo · d8 preto rainha · e8 preto rei · f8 preto bispo · h8 preto torre · a7 preto peão · b7 preto peão · c7 preto peão · d7 preto peão · f7 preto peão · h7 preto peão · f4 preto peão · g4 branco cavalo · h4 branco peão · d3 branco peão · g3 preto cavalo · a2 branco peão · b2 branco peão · c2 branco peão · g2 branco peão · a1 branco torre · b1 branco cavalo · c1 branco bispo · d1 branco rainha · e1 branco rei · f1 branco bispo · h1 branco torre | a8 preto torre · b8 preto cavalo · c8 preto bispo · d8 preto rainha · e8 preto rei · f8 preto bispo · h8 preto torre · a7 preto peão · b7 preto peão · c7 preto peão · d7 preto peão · f7 preto peão · h7 preto peão · f4 preto peão · g4 branco cavalo · h4 branco peão · d3 branco peão · g3 preto cavalo · a2 branco peão · b2 branco peão · c2 branco peão · g2 branco peão · a1 branco torre · b1 branco cavalo · c1 branco bispo · d1 branco rainha · e1 branco rei · f1 branco bispo · h1 branco torre | a8 preto torre · b8 preto cavalo · c8 preto bispo · d8 preto rainha · e8 preto rei · f8 preto bispo · h8 preto torre · a7 preto peão · b7 preto peão · c7 preto peão · d7 preto peão · f7 preto peão · h7 preto peão · f4 preto peão · g4 branco cavalo · h4 branco peão · d3 branco peão · g3 preto cavalo · a2 branco peão · b2 branco peão · c2 branco peão · g2 branco peão · a1 branco torre · b1 branco cavalo · c1 branco bispo · d1 branco rainha · e1 branco rei · f1 branco bispo · h1 branco torre | a8 preto torre · b8 preto cavalo · c8 preto bispo · d8 preto rainha · e8 preto rei · f8 preto bispo · h8 preto torre · a7 preto peão · b7 preto peão · c7 preto peão · d7 preto peão · f7 preto peão · h7 preto peão · f4 preto peão · g4 branco cavalo · h4 branco peão · d3 branco peão · g3 preto cavalo · a2 branco peão · b2 branco peão · c2 branco peão · g2 branco peão · a1 branco torre · b1 branco cavalo · c1 branco bispo · d1 branco rainha · e1 branco rei · f1 branco bispo · h1 branco torre | 3 |
| 2 | a8 preto torre · b8 preto cavalo · c8 preto bispo · d8 preto rainha · e8 preto rei · f8 preto bispo · h8 preto torre · a7 preto peão · b7 preto peão · c7 preto peão · d7 preto peão · f7 preto peão · h7 preto peão · f4 preto peão · g4 branco cavalo · h4 branco peão · d3 branco peão · g3 preto cavalo · a2 branco peão · b2 branco peão · c2 branco peão · g2 branco peão · a1 branco torre · b1 branco cavalo · c1 branco bispo · d1 branco rainha · e1 branco rei · f1 branco bispo · h1 branco torre | a8 preto torre · b8 preto cavalo · c8 preto bispo · d8 preto rainha · e8 preto rei · f8 preto bispo · h8 preto torre · a7 preto peão · b7 preto peão · c7 preto peão · d7 preto peão · f7 preto peão · h7 preto peão · f4 preto peão · g4 branco cavalo · h4 branco peão · d3 branco peão · g3 preto cavalo · a2 branco peão · b2 branco peão · c2 branco peão · g2 branco peão · a1 branco torre · b1 branco cavalo · c1 branco bispo · d1 branco rainha · e1 branco rei · f1 branco bispo · h1 branco torre | a8 preto torre · b8 preto cavalo · c8 preto bispo · d8 preto rainha · e8 preto rei · f8 preto bispo · h8 preto torre · a7 preto peão · b7 preto peão · c7 preto peão · d7 preto peão · f7 preto peão · h7 preto peão · f4 preto peão · g4 branco cavalo · h4 branco peão · d3 branco peão · g3 preto cavalo · a2 branco peão · b2 branco peão · c2 branco peão · g2 branco peão · a1 branco torre · b1 branco cavalo · c1 branco bispo · d1 branco rainha · e1 branco rei · f1 branco bispo · h1 branco torre | a8 preto torre · b8 preto cavalo · c8 preto bispo · d8 preto rainha · e8 preto rei · f8 preto bispo · h8 preto torre · a7 preto peão · b7 preto peão · c7 preto peão · d7 preto peão · f7 preto peão · h7 preto peão · f4 preto peão · g4 branco cavalo · h4 branco peão · d3 branco peão · g3 preto cavalo · a2 branco peão · b2 branco peão · c2 branco peão · g2 branco peão · a1 branco torre · b1 branco cavalo · c1 branco bispo · d1 branco rainha · e1 branco rei · f1 branco bispo · h1 branco torre | a8 preto torre · b8 preto cavalo · c8 preto bispo · d8 preto rainha · e8 preto rei · f8 preto bispo · h8 preto torre · a7 preto peão · b7 preto peão · c7 preto peão · d7 preto peão · f7 preto peão · h7 preto peão · f4 preto peão · g4 branco cavalo · h4 branco peão · d3 branco peão · g3 preto cavalo · a2 branco peão · b2 branco peão · c2 branco peão · g2 branco peão · a1 branco torre · b1 branco cavalo · c1 branco bispo · d1 branco rainha · e1 branco rei · f1 branco bispo · h1 branco torre | a8 preto torre · b8 preto cavalo · c8 preto bispo · d8 preto rainha · e8 preto rei · f8 preto bispo · h8 preto torre · a7 preto peão · b7 preto peão · c7 preto peão · d7 preto peão · f7 preto peão · h7 preto peão · f4 preto peão · g4 branco cavalo · h4 branco peão · d3 branco peão · g3 preto cavalo · a2 branco peão · b2 branco peão · c2 branco peão · g2 branco peão · a1 branco torre · b1 branco cavalo · c1 branco bispo · d1 branco rainha · e1 branco rei · f1 branco bispo · h1 branco torre | a8 preto torre · b8 preto cavalo · c8 preto bispo · d8 preto rainha · e8 preto rei · f8 preto bispo · h8 preto torre · a7 preto peão · b7 preto peão · c7 preto peão · d7 preto peão · f7 preto peão · h7 preto peão · f4 preto peão · g4 branco cavalo · h4 branco peão · d3 branco peão · g3 preto cavalo · a2 branco peão · b2 branco peão · c2 branco peão · g2 branco peão · a1 branco torre · b1 branco cavalo · c1 branco bispo · d1 branco rainha · e1 branco rei · f1 branco bispo · h1 branco torre | a8 preto torre · b8 preto cavalo · c8 preto bispo · d8 preto rainha · e8 preto rei · f8 preto bispo · h8 preto torre · a7 preto peão · b7 preto peão · c7 preto peão · d7 preto peão · f7 preto peão · h7 preto peão · f4 preto peão · g4 branco cavalo · h4 branco peão · d3 branco peão · g3 preto cavalo · a2 branco peão · b2 branco peão · c2 branco peão · g2 branco peão · a1 branco torre · b1 branco cavalo · c1 branco bispo · d1 branco rainha · e1 branco rei · f1 branco bispo · h1 branco torre | 2 |
| 1 | a8 preto torre · b8 preto cavalo · c8 preto bispo · d8 preto rainha · e8 preto rei · f8 preto bispo · h8 preto torre · a7 preto peão · b7 preto peão · c7 preto peão · d7 preto peão · f7 preto peão · h7 preto peão · f4 preto peão · g4 branco cavalo · h4 branco peão · d3 branco peão · g3 preto cavalo · a2 branco peão · b2 branco peão · c2 branco peão · g2 branco peão · a1 branco torre · b1 branco cavalo · c1 branco bispo · d1 branco rainha · e1 branco rei · f1 branco bispo · h1 branco torre | a8 preto torre · b8 preto cavalo · c8 preto bispo · d8 preto rainha · e8 preto rei · f8 preto bispo · h8 preto torre · a7 preto peão · b7 preto peão · c7 preto peão · d7 preto peão · f7 preto peão · h7 preto peão · f4 preto peão · g4 branco cavalo · h4 branco peão · d3 branco peão · g3 preto cavalo · a2 branco peão · b2 branco peão · c2 branco peão · g2 branco peão · a1 branco torre · b1 branco cavalo · c1 branco bispo · d1 branco rainha · e1 branco rei · f1 branco bispo · h1 branco torre | a8 preto torre · b8 preto cavalo · c8 preto bispo · d8 preto rainha · e8 preto rei · f8 preto bispo · h8 preto torre · a7 preto peão · b7 preto peão · c7 preto peão · d7 preto peão · f7 preto peão · h7 preto peão · f4 preto peão · g4 branco cavalo · h4 branco peão · d3 branco peão · g3 preto cavalo · a2 branco peão · b2 branco peão · c2 branco peão · g2 branco peão · a1 branco torre · b1 branco cavalo · c1 branco bispo · d1 branco rainha · e1 branco rei · f1 branco bispo · h1 branco torre | a8 preto torre · b8 preto cavalo · c8 preto bispo · d8 preto rainha · e8 preto rei · f8 preto bispo · h8 preto torre · a7 preto peão · b7 preto peão · c7 preto peão · d7 preto peão · f7 preto peão · h7 preto peão · f4 preto peão · g4 branco cavalo · h4 branco peão · d3 branco peão · g3 preto cavalo · a2 branco peão · b2 branco peão · c2 branco peão · g2 branco peão · a1 branco torre · b1 branco cavalo · c1 branco bispo · d1 branco rainha · e1 branco rei · f1 branco bispo · h1 branco torre | a8 preto torre · b8 preto cavalo · c8 preto bispo · d8 preto rainha · e8 preto rei · f8 preto bispo · h8 preto torre · a7 preto peão · b7 preto peão · c7 preto peão · d7 preto peão · f7 preto peão · h7 preto peão · f4 preto peão · g4 branco cavalo · h4 branco peão · d3 branco peão · g3 preto cavalo · a2 branco peão · b2 branco peão · c2 branco peão · g2 branco peão · a1 branco torre · b1 branco cavalo · c1 branco bispo · d1 branco rainha · e1 branco rei · f1 branco bispo · h1 branco torre | a8 preto torre · b8 preto cavalo · c8 preto bispo · d8 preto rainha · e8 preto rei · f8 preto bispo · h8 preto torre · a7 preto peão · b7 preto peão · c7 preto peão · d7 preto peão · f7 preto peão · h7 preto peão · f4 preto peão · g4 branco cavalo · h4 branco peão · d3 branco peão · g3 preto cavalo · a2 branco peão · b2 branco peão · c2 branco peão · g2 branco peão · a1 branco torre · b1 branco cavalo · c1 branco bispo · d1 branco rainha · e1 branco rei · f1 branco bispo · h1 branco torre | a8 preto torre · b8 preto cavalo · c8 preto bispo · d8 preto rainha · e8 preto rei · f8 preto bispo · h8 preto torre · a7 preto peão · b7 preto peão · c7 preto peão · d7 preto peão · f7 preto peão · h7 preto peão · f4 preto peão · g4 branco cavalo · h4 branco peão · d3 branco peão · g3 preto cavalo · a2 branco peão · b2 branco peão · c2 branco peão · g2 branco peão · a1 branco torre · b1 branco cavalo · c1 branco bispo · d1 branco rainha · e1 branco rei · f1 branco bispo · h1 branco torre | a8 preto torre · b8 preto cavalo · c8 preto bispo · d8 preto rainha · e8 preto rei · f8 preto bispo · h8 preto torre · a7 preto peão · b7 preto peão · c7 preto peão · d7 preto peão · f7 preto peão · h7 preto peão · f4 preto peão · g4 branco cavalo · h4 branco peão · d3 branco peão · g3 preto cavalo · a2 branco peão · b2 branco peão · c2 branco peão · g2 branco peão · a1 branco torre · b1 branco cavalo · c1 branco bispo · d1 branco rainha · e1 branco rei · f1 branco bispo · h1 branco torre | 1 |
|   | a | b | c | d | e | f | g | h |   |